# Ratekau
Ratekau (pol. hist. Radzików) – gmina w Niemczech w kraju związkowym Szlezwik-Holsztyn, w powiecie Ostholstein.
Gmina składa się z dzielnic o charakterze rolniczym.

## Współpraca międzynarodowa
- gmina Czaplinek